# René Draguet
René Henri Ghislain Draguet, né le 13 février 1896 à Gosselies et décédé le 23 décembre 1980 à Louvain, est un chanoine belge, professeur de théologie fondamentale à l'Université catholique de Louvain, orientaliste, patrologue, membre de l'Académie royale de Belgique.

## Biographie

### Ses études
Né à Gosselies près de Charleroi en Belgique, René Draguet est l'aîné d'une famille modeste et profondément chrétienne de trois enfants. Durant la première guerre mondiale, il accède à la prêtrise au grand séminaire de Tournai. Il rentre à la Faculté de Théologie de l'université catholique de Louvain dès la réouverture de celle-ci en 1919. Albin Van Hoonacker et Alfred Cauchie furent parmi ses professeurs. Il obtiendra une maîtrise en théologie en 1924 après la présentation d'une dissertation en patristique : Julien d'Halicarnasse et sa controverse avec Sévère d'Antioche sur l'incorruptibilité du corps du Christ. Il consacrera toute sa carrière à l'enseignement et à la recherche scientifique dans son université.

### Sa carrière académique
Maître de conférence pour le grec postclassique en 1925, on lui confie la toute nouvelle chaire de Théologie des Églises orientales. Il s'y prépare en bénéficiant d'une bourse d'études à Prague et enseignera par la suite, à la Faculté de philosophie et lettres, la langue paléoslave durant presque 40 ans (1927-1966). Il ajoutera plus tard l'enseignement, à l'Institut orientaliste, de la langue syriaque, ainsi qu'une introduction aux anciennes littératures orientales chrétiennes. Ce n'est qu'en 1927 que René Draguet devient professeur à plein temps de théologie fondamentale (ou dogmatique) à la Faculté de théologie. Draguet était un professeur populaire et supervisa de nombreuses thèses dont celles de Gustave Thils et de Jan Hendrik Walgrave.

### Ses recherches
Esprit positif, René Draguet enseigne une méthode théologique basée sur la critique historique différant fortement de la théorie scolastique des conclusions théologiques (théologie spéculative). Il montre sa préférence pour une théologie du magistère mais où les dogmes pourraient se développer en recourant à l'autorité infaillible de l'Église (guidée par Dieu): voir Nouvelle Théologie.

## Publications
- (fr + syr + grc) René Draguet, Julien d'Halicarnasse et sa controverse avec Sévère d'Antioche sur l'incorruptibilité du corps du Christ : Étude d'histoire littéraire et doctrinale, Louvain, Smeeters, coll. « Universitas catholica Lovaniensis. Dissertationes ad gradum magistri in Facultate theologica consequendum conscriptæ / 2 » (no 12), 1924, XI-275-79
- René Draguet, L'évolution des dogmes, Paris, Bloud & Gay, 1937, 27 p.
- René Draguet, « Pièces de polémique antijulianiste : Le Pacte d'Union de 797 entre les jacobites et les julianistes du patriarcat d'Antioche », Le Muséon, vol. 54,‎ 1941, p. 59-106.
- René Draguet, Histoire du dogme catholique, Paris, Albin Michel, coll. « Pages catholiques », 1947, 2e éd. (1re éd. 1941), 90 p.
- René Draguet, Le chapitre de l'Histoire lausiaque sur les Tabennésiotes dérive-t-il une source copte ?, Louvain, Imprimerie Durbecq, 1945.
- René Draguet, « Le Maître louvaniste Driedo, inspirateur du décret de Trente sur la Vulgate », dans Miscellanea historica in honorem Alberti De Meyer, Universitatis Catholicae in oppido Lovaniensi iam annos XXV professoris, Louvain, Bibliothèque de l'Université, 1946, p. 836-854.
- René Draguet, Les Pères du Désert : Textes choisis et présentés, Paris, Plon, coll. « Bibliothèque spirituelle du chrétien lettré », 1949, LX-333 p.
- (fr + cop + grc) René Draguet, Index copte et grec-copte de la concordance du Nouveau Testament sahidique, Secrétariat du CSCO, coll. « Corpus Scriptorum Christianorum Orientalium » (no 196), 1960, IX-180 p. (ISBN 978-90-429-0230-5).
- (fr + grc) René Draguet, « Une section isaïenne d'apophtegmes dans le Karakallou 251 », Byzantion : revue internationale des études byzantines, Bruxelles, Fondation byzantine, vol. 35,‎ 1965, p. 44-61.
- René Draguet, Les cinq recensions de l'Ascéticon syriaque d'Abba Isaïe, vol. 1 : Les témoins et leurs parallèles non-syriaques. Édition des logoi I-XIII, Louvain, Secrétariat du Corpus SCO, coll. « Corpus Scriptorum Christianorum Orientalium » (no 289), 1968, 70*-194 (ISBN 978-90-429-0330-2).
- René Draguet, Les cinq recensions de l'Ascéticon syriaque d'Abba Isaïe, vol. 1 : Introduction au problème isaïen. Version des logoi I-XIII avec des parallèles grecs et latins, Louvain, Secrétariat du Corpus SCO, coll. « Corpus Scriptorum Christianorum Orientalium » (no 293), 1968, 128*-248 (ISBN 978-90-429-0334-0).
- René Draguet, Les cinq recensions de l'Ascéticon syriaque d'Abba Isaïe, vol. 2 : Édition des logoi XIV-XXVI, Louvain, Secrétariat du Corpus SCO, coll. « Corpus Scriptorum Christianorum Orientalium » (no 290), 1968 (ISBN 978-90-429-0331-9).
- René Draguet, Les cinq recensions de l'Ascéticon syriaque d'Abba Isaïe, vol. 2 : Version des logoi XIV-XXVI avec des parallèles grecs, index, Louvain, Secrétariat du CSCO, coll. « Corpus Scriptorum Christianorum Orientalium » (no 294), 1968 (ISBN 978-90-429-0335-7).
- René Draguet, Commentaire du livre d’Abba Isaïe par Dadiso Qatraya (VIIe siècle), vol. 1, Louvain, Secrétariat du Corpus SCO, coll. « Corpus Scriptorum Christianorum Orientalium » (no 326), 1972, 26*-325 (ISBN 978-90-429-0367-8).
- René Draguet, Commentaire du livre d’Abba Isaïe par Dadiso Qatraya (VIIe siècle), vol. 2, Louvain, Secrétariat du Corpus SCO, coll. « Corpus Scriptorum Christianorum Orientalium » (no 327), 1972, 21*-266 (ISBN 978-90-429-0368-5).
- René Draguet, Commentaire anonyme du Livre d'Abba Isaïe (fragments), vol. 1, Louvain, Secrétariat du Corpus SCO, coll. « Corpus Scriptorum Christianorum Orientalium » (no 336), 1973, XXIII-74 p. (ISBN 978-90-429-0377-7).
- René Draguet, Commentaire anonyme du Livre d'Abba Isaïe (fragments), vol. 2, Louvain, Secrétariat du Corpus SCO, coll. « Corpus Scriptorum Christianorum Orientalium » (no 337), 1973, XXVII-54 p. (ISBN 978-90-429-0378-4).
- René Draguet, « Visages disparus. Adieu à Charles Manneback », Revue générale, no 1,‎ janvier 1976, p. 98-101.
- (syr) René Draguet, Les formes syriaques de la matière de l'Histoire lausiaque, vol. 1 : Les manuscrits. Édition des pièces liminaires et des ch. 1-19, Louvain, Secrétariat du Corpus SCO, coll. « Corpus Scriptorum Christianorum Orientalium » (no 389), 1978, 115*-164 (ISBN 978-90-429-0430-9).
- René Draguet, Les formes syriaques de la matière de l'Histoire lausiaque, vol. 1 : Les recensions. Version des pièces liminaires et des ch. 1-19, Louvain, Secrétariat du Corpus SCO, coll. « Corpus Scriptorum Christianorum Orientalium » (no 390), 1978, 84*-114 (ISBN 978-90-429-0431-6).
- (syr) René Draguet, Les formes syriaques de la matière de l'Histoire lausiaque, vol. 2 : Édition des ch. 20-71, épilogue 72-73, Louvain, Secrétariat du Corpus SCO, coll. « Corpus Scriptorum Christianorum Orientalium » (no 398), 1978, IV-165-385 (ISBN 978-90-429-0439-2).
- René Draguet, Les formes syriaques de la matière de l'Histoire lausiaque, vol. 2 : Version des ch. 20-71, épilogue, appendice [72-73], Louvain, Secrétariat du Corpus SCO, coll. « Corpus Scriptorum Christianorum Orientalium » (no 399), 1978, IV-115-251 (ISBN 978-90-429-0440-8).
- René Draguet, La vie primitive de S. Antoine conservée en syriaque, vol. 1, Louvain, Secrétariat du Corpus SCO, coll. « Corpus scriptorum christianorum orientalium » (no 417), 1980, 18*-154 (ISBN 978-90-429-0458-3).
- René Draguet, La vie primitive de S. Antoine conservée en syriaque, vol. 2, Louvain, Secrétariat du Corpus SCO, coll. « Corpus scriptorum christianorum orientalium » (no 418), 1980, 113*-98 (ISBN 978-90-429-0459-0).